# 達娜·古瑞拉
達娜·傑克塞·古瑞拉（英語：Danai Jekesai Gurira，1978年2月14日—）是一名美国女演员和劇作家。她的知名角色有漫威電影《黑豹》、《復仇者聯盟3：無限之戰》、《復仇者聯盟4：終局之戰》系列中的奧科耶（Okyoye）和《屍行者》的Michonne等。